# جيم أوبراين
جيم أوبراين (9 أبريل 1949 ببروكلين في الولايات المتحدة - ) (بالإنجليزية: Jim O'Brien)‏ هو مدرب كرة سلة ولاعب كرة سلة أمريكي في مركز هجوم خلفي.

## وصلات خارجية
- جيم أوبراين على موقع سبورتس رفرنس (الإنجليزية)
- جيم أوبراين على موقع كلية كرة السلة في سبورتس رفرنس.كوم (الإنجليزية)
- جيم أوبراين على موقع ريلجم (الإنجليزية)
- جيم أوبراين على موقع كلية كرة السلة في سبورتس رفرنس.كوم (الإنجليزية)